# Río Fénix Grande
El Fénix Grande es un río ubicado en el departamento Lago Buenos Aires, provincia de Santa Cruz, Patagonia Argentina. Nace en el cerro Ap Iwan (en la frontera con Chile) y desemboca en un valle que da inicio al río Deseado, cerca de la localidad de Perito Moreno. Anteriormente llegaba al Lago Buenos Aires.
Recibe su nombre por la traducción al español de la compañía Phoenix Patagonian Minning & Land Company fundada por Llwyd Ap Iwan, trece colonos galeses y el italiano Francisco Pietrobelli en Gaiman, Chubut.

## El río Fénix
En el siglo XIX el río Fénix se denomina río Fénix Grande, tomando el nombre de río Fénix Chico el curso que desagua en el lago Buenos Aires/General Carrera y es emisario del río Baker. Este sistema ha sufrido modificaciones desde el Pleistoceno superior al Holoceno. Luego de la penúltima glaciación se formó el río Fénix como desagüe intermorrénico, siendo entonces el río Deseado emisario del lago Buenos Aires y el río Fénix Grande su principal afluente en el área. Cuando en el período Holoceno el lago Buenos Aires comenzó a descargar sus aguas en el océano Pacífico, disminuyó su altura cortando su descarga hacia el Atlántico por el río Deseado. En esas circunstancias el río Fénix descendió hacia el lago Buenos Aires interrumpiendo su afluencia hacia el río Deseado, que quedó seco en su valle superior.

### Desvío del Fénix
En 1898, por orden de Francisco Pascasio Moreno, parte de las aguas de este río fueron dirigidas hacia el río Deseado, generando artificialmente un río que al dividirse sus aguas llegaban al océano Pacífico y al océano Atlántico. La operación fue llevada a cabo por Llwyd ap Iwan y algunos colonos galeses que se instalaron en el valle y se dio en el marco de la delimitación de las hoyas lacustres de la cordillera de los Andes que se hallaban en litigio entre la Argentina y Chile. En este sitio se encuentra la localidad de Perito Moreno.

## Características
Moreno había descripto el río en su libro Reconocimiento de la Región Andina de la República Argentina. Apuntes preliminares sobre una excursión a los territorios de Neuquén, Río Negro, Chubut y Santa Cruz, publicado en 1897:

El río Fénix nace de los ventisqueros del macizo cordillerano que domina el lago Buenos Aires, en el territorio de Santa Cruz, y desciende de inmediato al pie de la meseta, en la depresión entre las dos líneas principales de morenas. Este río da mil vueltas, según los caprichos de los montículos areniscos, hacia el sudeste, para volver violentamente al oeste, a desaguar en un lago, después de un curso de más de 50 km entre las morenas. El río Fénix que corría antes permanentemente hacia el Atlántico, ha sido interrumpido en su curso por uno de esos fenómenos comunes en los ríos que cruzan terrenos sueltos, principalmente glaciares. Un simple derrumbe de piedras sueltas ha desviado gran parte de su curso, llevándolo al lago cuyo desagüe aún ignoro, mientras que al oriente corren aguas sólo durante las grandes crecientes en que se rebalsa, produciéndose entonces una pequeña corriente sobre el viejo cauce, hoy casi relleno, pero que bastaría el esfuerzo de algunas horas de trabajo para que esas aguas volvieran a su dirección primitiva y corrieran todas hacia el río Deseado. Las cartas geográficas antiguas indican el río Deseado como un río caudaloso, y es probable que lo fuera en tiempos que fue explorado por los primeros descubridores, cuyas observaciones merecen, por lo general, más crédito del que se le presta. Visité en 1876 este río, o más bien su antiguo lecho, en el desagüe en el Puerto de su nombre y sólo encontré pequeños manantiales, fenómeno cuya explicación está en el que se observa en el Fénix y en otros casos análogos. Si hubiera dispuesto de tiempo, hubiera vuelto a ese cauce la antigua corriente, pues trabajos mayores ejecutan cada día los "tomeros" en los ríos de San Juan, Mendoza, etc., para el riego de las fincas.
Si la nación decidiera crear en este paraje una colonia, tengo la convicción de que no le costaría un centavo llevar las aguas del río Fénix y las del río Deseado superior al Atlántico, y los resultados prácticos de esta obra serían considerables, pues aprovechando ese hermoso puerto se establecería una fácil comunicación con la región andina tan fértil y, además, se convertiría aquella bahía, hoy solitaria, en apostadero de primer orden para la armada nacional.